# Опыт Ламмерта
Опыт Ламмерта — физический эксперимент 1929 года, поставленный немецким физиком-экспериментатором Бертольдом Ламмертом для подтверждения распределения Максвелла.
В опыте используется ящик с газом, молекулы которого вылетают через отверстие наружу. Диаметр отверстия много меньше длины свободного пробега молекул, молекул в ящике много, так что исчезновение вылетающих не меняет имеющееся распределение по скоростям внутри ящика. Колёса селектора, на поверхности которых находятся выступы, пропускающие или останавливающие летящие молекулы, вращаются с угловой скоростью {\displaystyle \omega }. Так, преодолев первое колесо, молекула летит расстояние {\displaystyle l} до второго, которое за это время поворачивается на угол {\displaystyle \alpha }. Выполняется соотношение:
{\displaystyle {\frac {l}{v}}={\frac {\alpha }{\omega }}}
Так, регулируя {\displaystyle l}, {\displaystyle \alpha } и {\displaystyle \omega }, можно пропускать только молекулы с определённой скоростью {\displaystyle v}. Пролетевшие через второе колесо молекулы оставляют след на пластине. Проведя эксперимент для различных значений {\displaystyle v}, можно получить экспериментальную картину распределения скоростей в исследуемом газе. 
В результате эксперимента было подтверждено распределение Максвелла с гораздо большей точностью, нежели в опыте Штерна 1920 года, дававшего приближённые сведения о характере распределения. Схема эксперимента сходна с опытом, проведённым в 1927 году американским физиком-экспериментатором Джоном Элдриджем, однако именно опыт Ламмерта признаётся как подтвердивший распределение Максвелла экспериментально. 